# Journal de Bolivie - 50 ans après la mort du Che
Pour plus de détails, voir Fiche technique et Distribution.
Journal de Bolivie - 50 ans après la mort du Che est un film documentaire québécois réalisé par Jules Falardeau et Jean-Philippe Nadeau Marcoux, sorti en 2019 au festival de cinéma de La Havane. Ce documentaire retrace les derniers moments de la vie du révolutionnaire et homme politique argentin, Che Guevara.

## Synopsis
À l’occasion de la commémoration par le gouvernement d'Evo Morales du cinquantième anniversaire de la mort de Che Guevara, le documentaire suit le périple en autobus de trois générations de membres du groupe guévariste  Juventud Libre (Jeunesse libre). Composé de gens d'horizons diverses, le groupe traversait jadis la « Route du Che » à pied, à travers les montagnes boliviennes, pour comprendre le sacrifice qu'avaient dû faire le Che et ses compagnons.
Près de 20 ans après cette première expérience, la troupe s'apprête à retourner sur ses traces et celles des derniers mois de vie du Che, tels que dépeints dans son journal. Le parcours traverse de petits villages au cœur de ces montagnes austères. Les plus anciens de Juventud Libre s’imprègnent alors d'une certaine nostalgie tandis qu'ils revivent leurs années de jeunesse et transmettent leur savoir aux plus jeunes. Pour ces derniers, c'est une sorte de baptême vers la découverte de ces lieux mythiques et l'histoire qui s'en dégage. Tous ensemble recherchent ce qu’ils appellent « l’essence du Che ».
En parallèle, le documentaire s’intéresse à un groupe de jeunes muralistes anarchistes boliviens qui se servent de leur art pour rendre hommage au Commandante Guevara. Alors que le voyage progresse vers les commémorations, les contours de son héritage se dessinent ainsi que les traits de son visage sur les murs de la ville de Sucre.
Jules Falardeau et Jean-Philippe Nadeau Marcoux ont fait le choix de filmer caméra au poing, sans équipe, et de se montrer à l’écran afin d’établir une plus grande proximité avec le groupe qu’ils suivaient. Jules Falardeau assure lui-même la narration du film.

## Fiche technique
- Réalisation : Jules Falardeau, Jean-Philippe Nadeau Marcoux
- Scénario : Jules Falardeau
- Musique : François-Xavier Russell
- Recherche : Jules Falardeau
- Conception graphique : Adrien Lorion
- Langue : français, espagnol

## Distribution
- Jules Falardeau
- Jean-Philippe Nadeau Marcoux
- Che Guevara (images d'archives)

## Production
À l'été 2017, Jules Falardeau lance une campagne de sociofinancement sur la plateforme La Ruche. Récoltant un montant de 6 920 $ qui constituera la majeure partie du budget de tournage, le film ne bénéficie d'aucun soutien des institutions de financement publiques québécoises ni canadiennes. Le cinéaste s'adjoint alors des services du directeur photo et cinéaste Jean-Philippe Nadeau Marcoux, avec qui il partage la réalisation du projet.
Au retour du tandem de cinéastes au Québec, Falardeau entreprend alors en solitaire la post-production du film. Après avoir complété une première version, Jean-Philippe Nadeau Marcoux le présente à l'équipe de Productions Phare bleu afin de soutenir les cinéastes avec les démarches subséquentes du projet.